# L'Ordre des Pirates
Pour les articles homonymes, voir Treasure Island.
Pour plus de détails, voir Fiche technique et Distribution.
L’Ordre des Pirates (Die Schatzinsel) est un téléfilm allemand s'inspirant de L'Île au trésor de Robert Louis Stevenson, réalisé par Hansjörg Thurn et diffusé en 2007.

## Synopsis
Depuis le décès de son père, le jeune Jim Hawkins vit seul avec sa mère, tenancière d'une misérable auberge. Mais cette existence, morne et sans panache, l'ennuie profondément. Son quotidien est bouleversé par l'arrivée d'un étrange client, Billy Bones, vieux pirate moribond dont les jours sont comptés. A son trépas, l'adolescent hérite d'un anneau coupé en deux, d'une carte menant à une île mystérieuse et surtout, au bout d'un dangereux périple, de la promesse d'un incroyable trésor. Cette découverte attise les convoitises : le nobliau des environs Trelawney, le médecin Livesey, l'intraitable Capitaine Smollett, les pirates de Long John Silver et Sheila, une jeune fille travestie elle-même en possession de l'autre moitié de la bague, espèrent bien remporter une part du butin. Fasciné et obstiné, Jim s'embarque avec ce singulier équipage à bord de l'Hispaniola...

## Fiche technique
- Titre original : Die Schatzinsel
- Titre international : Treasure Island
- Titres français : L’Ordre des Pirates ou La Fille du pirate
- Scénario : Hansjörg Thurn, d'après le roman L'Île au trésor de Robert Louis Stevenson
- Musique : Karim Sebastian Elias
- Production : Janus Films, distribué par Prosieben
- Durée : 186 min

## Distribution
- François Goeske (VF : Yoann Sover)  : Jim Hawkins
- Tobias Moretti (VF : Patrick Keller) : Long John Silver
- Diane Siemons-Willems (de) (VF : Noémie Orphelin) : Sheila O’Donnel
- Aleksandar Jovanovic (de) (VF : Frédéric Norbert) : Dr. Livesey
- Christian Tramitz (en) : John Trelawney
- Jürgen Schornagel (de) (VF : Jean-Claude de Goros) : Capitaine Smollett
- Jürgen Vogel (VF : Bruno Dubernat) : Israel Hands
- Richy Müller (VF : Emmanuel Curtil)  : Black Dog/George Merry
- Christian Redl : William "Billy" Bones
- Silke Bodenbender (VF : Pascale Chemin)  : Annabelle Hawkins
- Klaus Schreiber (de) : John Hunter
- Wolfgang Michael (de) : Mr. Arrows
- Michael Gwisdek (VF : Jean Lescot) : Pew l'aveugle
- André Hennicke (VF : Jean Roche) : Ben Gunn

Version française :
Adaptation : Roger Lumont ; direction artistique : Marie-Hélène Florent.

## Lieux de tournage

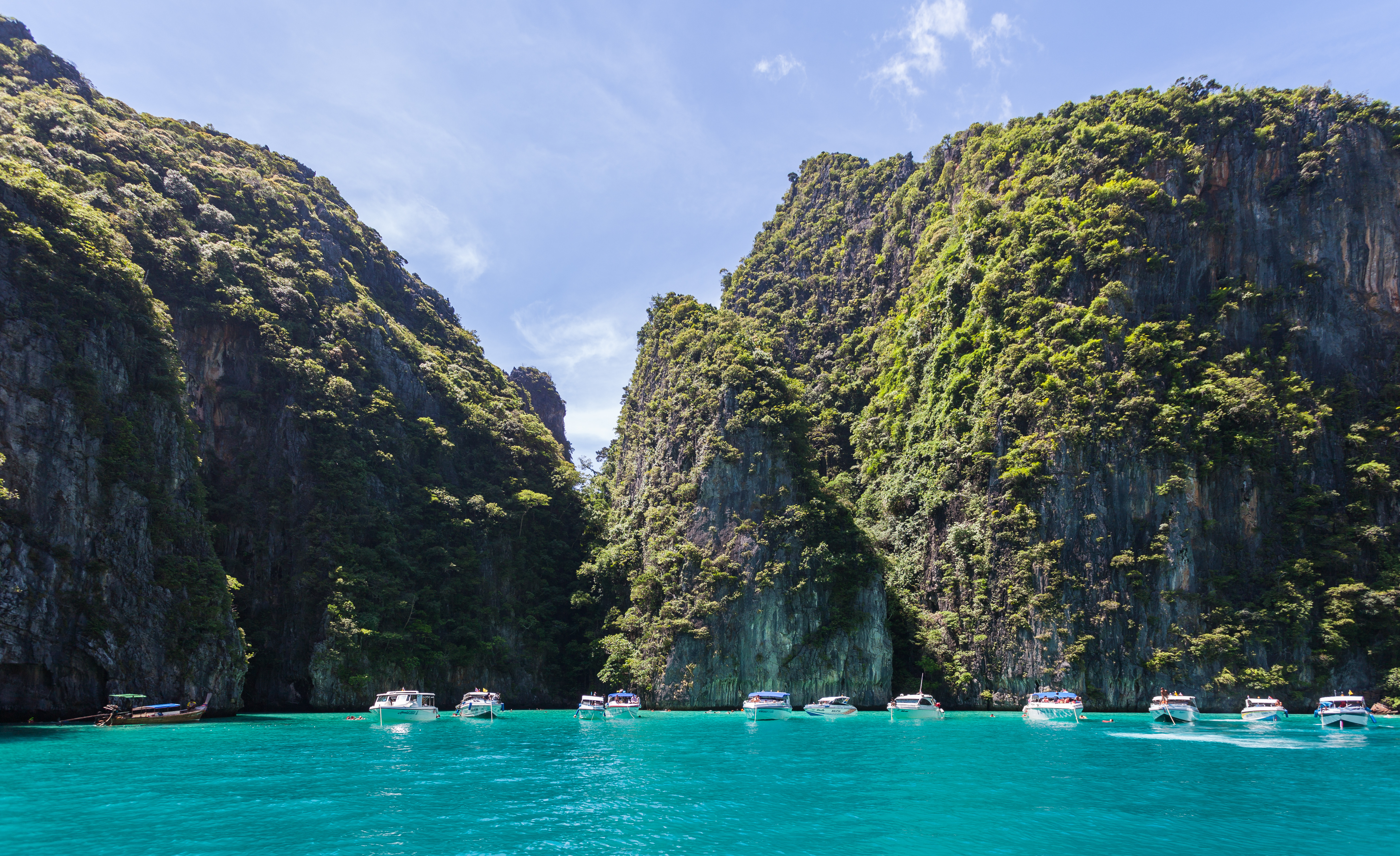
L'un des lieux de tournage, en Thaïlande.

Le tournage s'est déroulé du 27 février au 20 juin 2007, principalement dans les lieux suivants :
- Berlin (Allemagne).
- Charlestown et les Cornouailles (Royaume-Uni), pour l'auberge et les scènes citadines supposées se dérouler à Bristol.
- Province de Krabi (Thaïlande), choisie pour incarner l'île au trésor.

## Édition française en DVD
- L'Ordre des Pirates distribué par Seven7 et édité par Elephant Films en 2009,  (EAN 3512391554453).

## Source de la traduction
- (de) Cet article est partiellement ou en totalité issu de l’article de Wikipédia en allemand intitulé « Die Schatzinsel (2007) » (voir la liste des auteurs).